# Jarnossin
Jarnossin – rzeka we Francji, przepływająca przez teren departamentu Loara, o długości 20,9 km. Stanowi prawy dopływ rzeki Loary.